# Robert Clower
 (juillet 2010).
Si vous disposez d'ouvrages ou d'articles de référence ou si vous connaissez des sites web de qualité traitant du thème abordé ici, merci de compléter l'article en donnant les références utiles à sa vérifiabilité et en les liant à la section « Notes et références ».
Robert W. Clower (13 février 1926-2 mai 2011) est un économiste américain, appartenant au courant du néokeynésianisme, dont les travaux ont consisté à trouver les micro-fondations monétaires de la macroéconomie.